# Конституция Татарской АССР (1937)
Конституция ТАССР 1937 года — основной закон Татарской Автономной Советской Социалистической республики; утверждён 25 июня 1937 года XI съездом Советов Татарской АССР в г. Казань.

Флаг РСФСР (1937—1954)

Флаг ТАССР

## История принятия
Принятие Конституции Татарской АССР XI Чрезвычайным съездом Советов Татарской Автономной Советской Социалистической республики 25 июня 1937 г. изменило правовое положение ТАССР.
Конституция ТАССР 1937 года является первой Конституцией ТАССР. Первый проект конституции, принятый в Татарии в 1926 году не был утвержден ВЦИК.

## Особенности
Первая Конституция Татарской АССР, на основе Конституций СССР и РСФСР, закрепила максимальное огосударствление собственности на средства производства, которое было обусловлено сформировавшейся в 30-е годы планово-распределительной организацией экономики, характерной чертой которой была абсолютная централизация управления во всех сферах государственной, хозяйственной, общественной жизни. Причем государственная собственность Татарии, как и других автономных республик, на землю, её недра, воды, леса и т. д. стала рассматриваться как собственность общесоюзная, право распоряжения которой принадлежало органам СССР.
Особенностями принятия Конституции Татарии стали такие факторы как: утверждение, которое состоялось лишь в 1940 году; практически полная подчиненность законодательству РСФСР, двоякость природы ТАССР как государства: с одной стороны, ТАССР провозглашалось социалистическим государством рабочих и крестьян, в то же время лишь вне пределов Конституции СССР и Конституции РСФСР осуществляла государственную власть на автономных началах. В статье 1 Конституции ТАССР 1937 года отмечалась некая самостоятельность Татарской автономной республики, а в Главе Конституции «Государственное устройство» Татария декларировалась подчиненность общегосударственному законодательству РСФСР и СССР. Данная тенденция прослеживается и в пункте «а» статьи 17, констатирующей, что ТАССР принимает свою Конституцию и вносит на утверждение Верховного Совета РСФСР. Таким образом, первая Конституция Татарии не являлась самостоятельно реализованным документом, а была подчинена авторитарному устройству государства.

## Структура Конституции ТАССР 1937 года
Конституция ТАССР 1937 года состояла из 11 глав и 114 статей. В ней впервые в были сформулированы основы общественного и государственного строя, права и обязанности граждан, принципы избирательной системы.
- Глава I. Общественное устройство
- Глава II. Государственное устройство
- Глава III. Высшие органы государственной власти Татарской Автономной Советской Социалистической Республики
- Глава IV. Органы государственного управления Татарской Автономной Советской Социалистической Республики
- Глава V. Местные органы государственной власти
- Глава VI. Бюджет Татарской Автономной Советской Социалистической Республики
- Глава VII. Суд и прокуратура
- Глава VIII. Основные права и обязанности граждан
- Глава IX. Избирательная система
- Глава X. Герб, флаг, столица
- Глава XI. Порядок изменения Конституции

## Основные положения Конституции ТАССР 1937 года
В главе 1 провозглашалось, что Татарская Автономная Советская Социалистическая Республика — социалистическое государство рабочих и крестьян, политическую основу которого составляют Советы депутатов трудящихся.
В статье 14 Конституции ТАССР 1937 года устройство Татарии.
Статья 113 закрепляла Казань столицей ТАССР.